# 194. oklepna brigada (ZDA)
194. oklepna brigada (izvirno angleško 194th Armored Brigade) je oklepna brigada Kopenske vojske Združenih držav Amerike.